# Maris Lauri

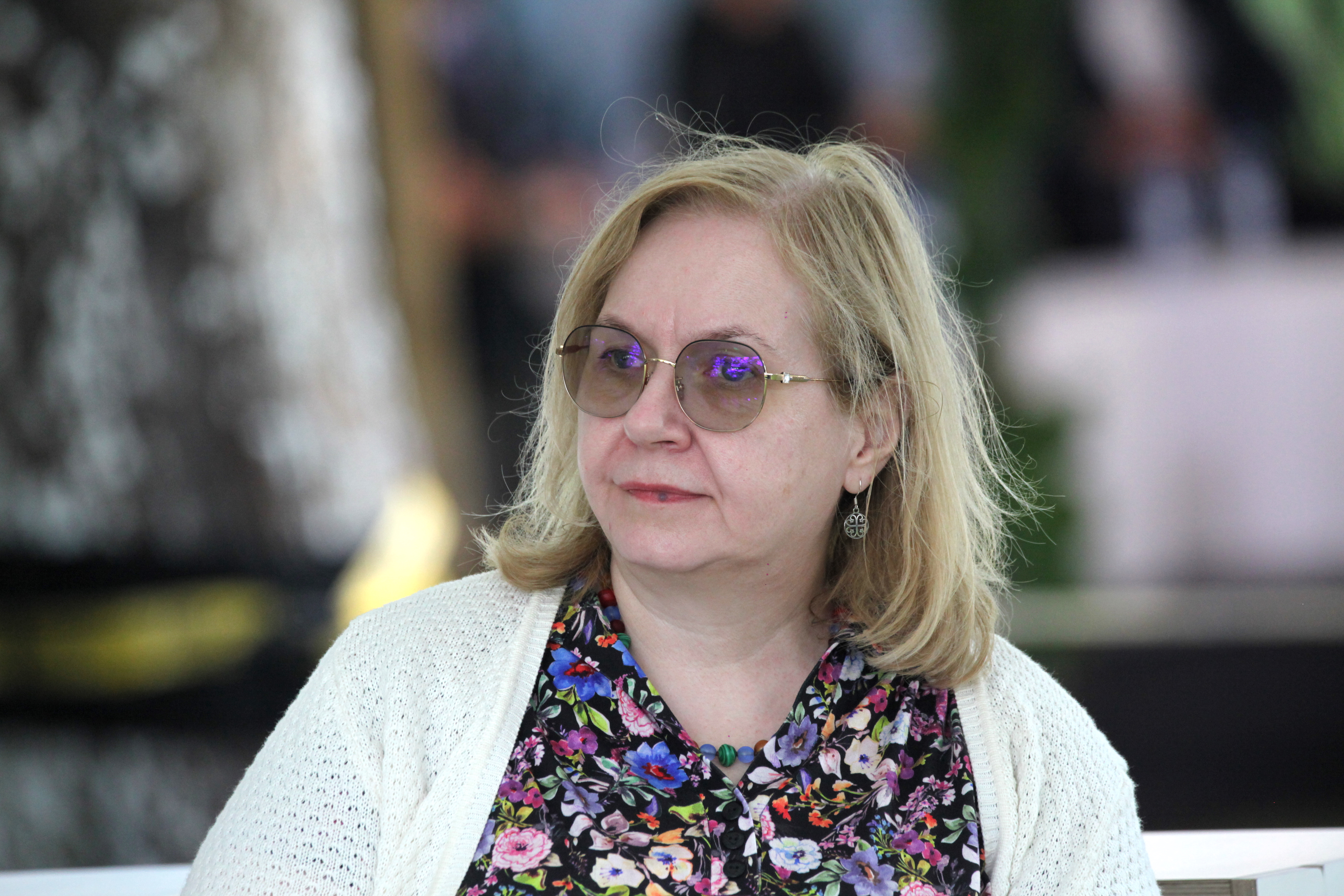
Maris Lauri (2021)

Maris Lauri, född 1 januari 1966 i Kiviõli i dåvarande Estniska SSR, är en estnisk ekonom och liberal politiker tillhörande Estniska reformpartiet. Från 26 januari 2021 var hon Estlands justitieminister i regeringen Kaja Kallas I. Lauri var tidigare finansminister i Taavi Rõivas regering 2014–2015 och utbildnings- och forskningsminister 2016. Hon har tidigare arbetat som ekonomisk expert på finansdepartementet, som chefsekonom på Swedbank i Estland och på Estlands centralbank.